# Cedric Baxter
Cedric Anthony Baxter (* 1930 in Rangun; † 10. März 2024) war ein australischer Kunstmaler, Grafiker und Badmintonfunktionär.

## Biografie
Baxter wurde als Sohn britischer Eltern in Birma (heute Myanmar) geboren und wanderte mit seinen Eltern 1947 nach Australien aus. Bedingt durch das Bildungssystem des Britischen Weltreichs in Indien und Birma war es ihm möglich, mit seinem 1945 bestandenen Senior-Cambridge-Zertifikat eine frühe akademische Ausbildung zu beginnen. Von 1949 bis 1951 machte er ein Berufspraktikum im Bereich Grafik beim australischen Journalistenverband und erlernte nebenbei autodidaktisch die schönen Künste. Ebenso fing er 1949 als Praktikant bei den West Australian Newspapers  an und arbeitete sich dort bis zum höchsten Kreativkünstler und Cartoonisten hoch. Bei der Sunday Independent arbeitete er ebenfalls ab 1949 und war dort Art Director, Cartoonist und Kunstkritiker. 1962 gestaltete er das offizielle Werbeplakat der British Empire and Commonwealth Games in Perth. 1968 gab er seine Anstellung bei den West Australian Newspapers und 1971 bei der Sunday Independent wieder auf und nahm 1972 nach Erhalt des Lehr-Zertifikates am Perth Technical College die Stelle als Lecturer A (Juniorprofessor) für Zeichnen, Design und Illustration an, die er bis 1984 innehatte. Zwischenzeitlich nahm er 1974 die australische Staatsangehörigkeit an. 1975 erhielt er am Perth Technical College sein Diplom für Grafikdesign. 1984 wechselte er ans Forrestfield Tech, wo er bis 1990 Juniorprofessor für Schöne Künste und stellvertretender Leiter war, bevor er als Lecturer A für Kunst und Gestaltung zur Technical and Further Education (TAFE) Midland  wechselte, wo er bis zu seiner Zurruhesetzung aus dem öffentlichen Dienst im Jahr 1996 tätig war.
Seine Werke zeigte Baxter in zahlreichen Gruppen- und Einzelausstellungen, überwiegend in West Australia, und wurde mehrfach ausgezeichnet. Eine weitere Ehrung erfuhr er als Badmintonfunktionär, wo er mit der Medal of the Order of Australia ausgezeichnet wurde.

## Auszeichnungen
- 1966: Redcliffe-Preis für Aquarell
- 1968: Walkley Award für den Cartoon des Jahres
- 1976: Westrail Art
- 1978: Kalamunda Western Australia Shirerat-Preis
- 1990: Order of Australia
- 2000: Zeichenpreis beim Minnawarra Festival in Armadale
- 2000: Mandorla-Spezialpreis
- 2001: Katanning-Preis